# Ravenden Springs (Arkansas)
Ravenden Springs es un pueblo ubicado en el condado de Randolph en el estado estadounidense de Arkansas. En el Censo de 2010 tenía una población de 118 habitantes y una densidad poblacional de 39,83 personas por km².

## Geografía
Ravenden Springs se encuentra ubicado en las coordenadas 36°18′46″N 91°13′24″O / 36.31278, -91.22333. Según la Oficina del Censo de los Estados Unidos, Ravenden Springs tiene una superficie total de 2.96 km², de la cual 2.96 km² corresponden a tierra firme y (0%) 0 km² es agua.

## Demografía
Según el censo de 2010, había 118 personas residiendo en Ravenden Springs. La densidad de población era de 39,83 hab./km². De los 118 habitantes, Ravenden Springs estaba compuesto por el 99.15% blancos, el 0% eran afroamericanos, el 0.85% eran amerindios, el 0% eran asiáticos, el 0% eran isleños del Pacífico, el 0% eran de otras razas y el 0% pertenecían a dos o más razas. Del total de la población el 0% eran hispanos o latinos de cualquier raza.